# هيرفيه روي
هيرفيه روي (بالفرنسية: Hervé Roy)‏ هو كاتب أغاني ومغني فرنسي، ولد في 1943، وتوفي في 2009.

## وصلات خارجية
- هيرفيه روي على موقع IMDb (الإنجليزية)
- هيرفيه روي على موقع ميوزك برينز (الإنجليزية)
- هيرفيه روي على موقع ديسكوغز (الإنجليزية)